# Ворота Гянджи
Ворота Гянджи — пример ремесленного искусства Гянджи периода средневековья.
Ворота были созданы по приказу правителя из курдской династии Шеддадидов Шавура I мастером Ибрахим ибн Османом, когда правитель задумал построить величественную крепость, и установить большие ворота на шести въездах в город с различных направлений. Ворота Гянджинской крепости были изготовлены из чугуна и железа, снаружи украшены орнаментами и узорами при помощи набивного метода.
По приказу Шавура I на поверхности ворот почерком "куфи" были выбиты имя мастера, дата изготовления и несколько других надписей. ("Во имя Аллаха милостивого и милосердного! Наш великий Повелитель и Правитель Сеид Шавур I ибн Аль-Фазл – да сделает Аллах его правление долгим – приказал нам построить эти ворота с благословения Гази Абуль Фарадж Мухаммед ибн Абдуллы – дай Аллах и ему удачи. Работа кузнеца Ибрагима ибн Осман Энгавейха. Пятый, пятидесятый, четырёхсотый год хиджры» (1063 год).).
В 1139 году грузинский царь Деметре I (1125—1155; 1155—1156 года) вторгся в пределы Гянджи, захватил город и его ворота во время землетрясения, которое почти разрушило Гянджу. В результате природного катаклизма, Гянджа была стёрта с лица земли; вершина горы Кяпаз, находящаяся на юго-западе города, обвалилась, и перегородила реку Агсу, в результате этого, образовалось Гёйгёль озеро и несколько других озёр.
Царь Деметре I установил ворота Гянджи, в качестве боевого трофея, в монастыре Гелати в Кутаиси. В настоящее время, уцелела лишь одна створка ворот. Она вмонтирована в стену Гелатинского монастыря напротив могилы царя Давида IV. 
О судьбе другой половины ворот в IV томе Азербайджанской Советской Энциклопедии говорится следующее: “Во время реставрации монастыря в XVIII веке, вторая половина Гянджинских ворот была использована в качестве кровли. Согласно найденным старым археологическим материалам, древние Гянджинские ворота были восстановлены: высота этих ворот – 3 м 70 см, ширина – 3 м 40 см. На воротах имеются 56 различных литых листов железа, плотно прикреплённых друг к другу”.